# Liste der Staatssäugetiere der Bundesstaaten der Vereinigten Staaten
Dies ist eine Liste der offiziellen Staatssäugetiere der Bundesstaaten der Vereinigten Staaten.
Die Säugetiere gelten als bundesstaatliche Wahrzeichen in den jeweiligen Bundesstaaten der Vereinigten Staaten.
| Bundesstaat    | Abbildung | Säugetier                      | Wissenschaftliche Bezeichnung               | Jahr |
| -------------- | --------- | ------------------------------ | ------------------------------------------- | ---- |
| Alabama        |           | Amerikanischer Schwarzbär      | (Ursus americanus)                          | 2006 |
| Alaska         |           | Elch                           | (Alces alces americanus)                    | 1998 |
| Arizona        |           | Nordamerikanisches Katzenfrett | (Bassariscus astutus)                       | 1986 |
| Arkansas       |           | Weißwedelhirsch                | (Odocoileus virginianus)                    | 1993 |
| Colorado       |           | Dickhornschaf                  | (Ovis canadensis)                           | 1961 |
| Connecticut    |           | Pottwal                        | (Physeter macrocephalus)                    | 1975 |
| Delaware       |           | Graufuchs                      | (Urocyon cinereoargenteus cinereoargenteus) | 2010 |
| Florida        |           | Floridapuma                    | (Puma concolor coryi)                       | 1982 |
| Georgia        |           | Weißwedelhirsch                | (Odocoileus virginianus)                    | 2015 |
| Hawaii         |           | Hawaii-Mönchsrobbe             | (Monachus schauinsland)                     | 2008 |
| Idaho          |           | Dickhornschaf                  | (Ovis canadensis)                           |      |
| Illinois       |           | Weißwedelhirsch                | (Odocoileus virginianus)                    | 1982 |
| Kalifornien    |           | Kalifornischer Braunbär        | (Ursus arctos californicus)                 | 1953 |
| Kentucky       |           | Grauhörnchen                   | (Sciurus carolinensis)                      | 1968 |
| Kansas         |           | Amerikanischer Bison           | (Bison americanus)                          | 1955 |
| Louisiana      |           | Amerikanischer Schwarzbär      | (Ursus americanus)                          | 1992 |
| Maine          |           | Elch                           | (Alces alces americanus)                    | 1979 |
| Maryland       |           |                                |                                             |      |
| Massachusetts  |           |                                |                                             |      |
| Michigan       |           | Weißwedelhirsch                | (Odocoileus virginianus)                    |      |
| Minnesota      |           |                                |                                             |      |
| Missouri       |           | Missouri-Maultier              | (Equus asinus x Equus caballus)             | 1995 |
| Mississippi    |           | Weißwedelhirsch                | (Odocoileus virginianus)                    | 1974 |
| Mississippi    |           | Rotfuchs                       | (Vulpes vulpes)                             | 1997 |
| Montana        |           | Grizzlybär                     | (Ursus arctos horribilis)                   | 1983 |
| Nebraska       |           | Weißwedelhirsch                | (Odocoileus virginianus)                    | 1981 |
| Nevada         |           | Wüsten-Dickhornschaf           | (Ovis canadensis nelsoni)                   | 1973 |
| New Hampshire  |           | Weißwedelhirsch                | (Odocoileus virginianus)                    | 1983 |
| New Mexico     |           | Amerikanischer Schwarzbär      | (Ursus americanus)                          | 1963 |
| New York       |           | Amerikanischer Biber           | (Castor canadensis)                         | 1975 |
| North Carolina |           | Nordopossum                    | (Didelphis virginianus)                     | 2013 |
| North Carolina |           | Grauhörnchen                   | (Sciurus carolinensis)                      | 1969 |
| North Dakota   |           | Nokota Horse                   |                                             |      |
| Ohio           |           | Weißwedelhirsch                | (Odocoileus virginiuanus)                   | 1988 |
| Oklahoma       |           | Weißwedelhirsch                | (Odocoileus virginianus)                    | 1990 |
| Oklahoma       |           | Amerikanischer Bison           | (Bison americanus)                          | 1972 |
| Oregon         |           | Kanadischer Biber              | (Castor canadiensis)                        |      |
| Pennsylvania   |           | Weißwedelhirsch                | (Odocoileus virginianus)                    | 1959 |
| Rhode Island   |           |                                |                                             |      |
| South Carolina |           | Weißwedelhirsch                | (Odocoileus virginianus)                    | 1972 |
| South Carolina |           | Maultier                       |                                             | 2010 |
| South Dakota   |           | Kojote                         | (Canis latrans)                             | 1949 |
| Tennessee      |           | Waschbär                       | (Procyon lotor)                             | 1972 |
| Texas          |           | Neunbinden-Gürteltier          | (Dasypus novemcinctus)                      |      |
| Utah           |           | Elch                           | (Alces alces americanus)                    | 1971 |
| Vermont        |           | Morgan                         |                                             | 1961 |
| Virginia       |           | Rafinesque-Langohr             | (Corynorhinus rafinesquii)                  | 2005 |
| Washington     |           | Olympisches Murmeltier         | (Marmota olympus)                           | 2009 |
| West Virginia  |           | Amerikanischer Schwarzbär      |                                             | 1973 |
| Wisconsin      |           | Silberdachs                    | (Taxidea taxus)                             | 1957 |
| Wisconsin      |           | Hausrind                       | (Bos primigenius taurus)                    | 1971 |
| Wisconsin      |           | Weißwedelhirsch                | (Odocoileus virginianus)                    | 1957 |
| Wyoming        |           | Amerikanischer Bison           | (Bison americanus)                          | 1985 |

## Weblink
- Übersicht der einzelnen Staatssäugetiere der Bundesstaaten der USA (engl.)